# ひぐらしのなく頃に礼
『ひぐらしのなく頃に礼』（ひぐらしのなくころに れい）は、07th Expansionが製作した同人ゲーム『ひぐらしのなく頃に』のファンディスクである。略称は「ひぐらし礼」。2006年12月31日のコミックマーケット71（3日目）で頒布開始（同人ショップでの頒布開始は同日の午後4時以降）。
携帯電話アプリ版がタイトー（S!アプリ、iアプリ）およびデジマース（EZアプリ）から配信されている（デジマースは『賽殺し編』のみ）。

## 内容
番外編の新作エピソード2編および『目明し編』の「お疲れ様会」を再録している。「罰恋し編」を除いた2編のシナリオをクリアすると、新たに「OTSUKARE」が登場し、「お疲れ様会」と「音楽室」が追加される。「お疲れ様会」では、『ひぐらしのなく頃に』に登場した、立ち絵が実装されたキャラが全員登場する。

## 収録シナリオ
賽殺し編（さいころしへん）
『祭囃し編』の後日談。
ある日、部活メンバーとプール遊びに行った帰りに、梨花は何気ない不注意から交通事故に遭ってしまう。次に目覚めた時、梨花はこれまでとは全く異なる世界にいることに気付く。
どこか違う仲間たち、明らかに異なる村の雰囲気と自分の立場、昭和58年の時点で生きている両親、そして何よりもこの世界になぜか行くことの出来ない羽入。梨花は羽入と連絡をとりつつ、元の世界に戻るべく調査を開始するのだが…。
昼壊し編（ひるこわしへん）
黄昏フロンティアによる3D対戦アクションゲーム『ひぐらしデイブレイク』の世界観を用いたエピソード。
ある日、圭一とレナが宝探しをした帰り道にレナが何かを飲み込んでしまう。翌日から様子がおかしくなったレナ。梨花曰く、赤い勾玉を持つ人は白い勾玉を持つ人を好きになってしまうという古手家の秘宝「フワラズの勾玉」の封印が解け、レナが赤い方を飲み込んでしまったらしい。当然、レナは白い勾玉をもった人に猪突猛進してしまう。果たして、この騒動の顛末は?
罰恋し編（ばつこいしへん）
『目明し編』収録の「お疲れ様会」を改題したおまけ作品。“あまりの危険度”のために封印された幻のシナリオ。

## 登場人物
- 以下の人物は個別項目を参照。
  - 古手梨花
  - 羽入
  - 竜宮レナ
  - 園崎魅音
  - 北条沙都子
  - 前原圭一

## 小説
『ひぐらしのなく頃に礼 〜賽殺し編〜』として2009年3月6日に『講談社BOX』（講談社）より刊行された。また、『ひぐらしのなく頃に礼 賽殺し編』として2012年6月8日に『星海社文庫』（星海社）より刊行された。いずれもともひがイラストを担当している。
| 書名                              | 出版社 | レーベル   | 発売日       | ISBN                   |
| --------------------------------- | ------ | ---------- | ------------ | ---------------------- |
| ひぐらしのなく頃に礼 〜賽殺し編〜 | 講談社 | 講談社BOX  | 2009年3月6日 | ISBN 978-4-0628-3704-0 |
| ひぐらしのなく頃に礼 賽殺し編     | 星海社 | 星海社文庫 | 2012年6月8日 | ISBN 978-4-0613-8934-2 |

## 漫画
いずれもスクウェア・エニックスより刊行されている。
「昼壊し編」を題材とした佳月玲茅による漫画作品『ひぐらしのなく頃に 昼壊し編』が、『ガンガンONLINE』にて2009年3月26日から9月24日にかけて連載された。また、「罰恋し編」を題材とした方條ゆとりによる漫画作品は、「目明し編」「罪滅し編」各第3巻の同時購入特典として、鈴木かりんによる漫画「れなぱん」との合本として発行された。さらに、「賽殺し編」を題材とした鈴羅木かりんによる漫画作品『ひぐらしのなく頃に礼 賽殺し編』が、『月刊ガンガンJOKER』にて2011年7月号から12月号にかけて連載された。
| 書名                          | 作画         | レーベル                 | 発売日         | ISBN                   |
| ----------------------------- | ------------ | ------------------------ | -------------- | ---------------------- |
| ひぐらしのなく頃に 昼壊し編   | 佳月玲茅     | ガンガンコミックスONLINE | 2009年12月22日 | ISBN 978-4-7575-2746-1 |
| ひぐらしのなく頃に礼 賽殺し編 | 鈴羅木かりん | ガンガンコミックスJOKER  | 2011年12月22日 | ISBN 978-4-7575-3451-3 |

## アニメ
スタジオディーン制作によるOVA作品。全5話で、「羞晒し編」「賽殺し編」「昼壊し編」の3編を題材としている。監督・シリーズ構成・脚本は川瀬敏文。2009年2月25日から同年8月21日にかけてフロンティアワークスより発売・販売された。

## 関連商品

### カードゲーム
Lycee
シルバーブリッツのトレーディングカードゲーム、Lyceeに参戦している。収録エキスパンションは、07th Expansion1.0など。